# Mesoleius pertaesor
Mesoleius pertaesor är en stekelart som beskrevs av Dmitriy R. Kasparyan 2001. Mesoleius pertaesor ingår i släktet Mesoleius och familjen brokparasitsteklar. Arten är reproducerande i Sverige. Inga underarter finns listade i Catalogue of Life.